# Kyoto Sanga FC
El Kyoto Sanga és un club de futbol japonès de la ciutat de Kyoto. Sanga és una paraula en sànscrit que significa grup o club.

## Història
El club va ser fundat l'any 1922 amb el nom de Kyoto Shiko Club. Era un dels pocs clubs de futbol del país dedicat estrictament al futbol i que no formava part d'una companyia. Però tampoc va arribar mai a la màxima categoria nacional en l'època del futbol amateur. Després de la creació de la Lliga de Futbol Professional del Japó en 1992, el club va competir en la Segona divisió de la Japan Football League, que en la pràctica era la tercera categoria del nou organigrama japonès. El primer any va obtindre l'ascens. Despés de rebre el patrocini d'empreses locals com Kyocera i Nintendo, en 1994 va esdevenir professional i va adoptar el nom Kyoto Purple Sanga. En 1995 va finalitzar la competició en segona posició, el que li va donar dret a ascendir a la Lliga professional per primer cop en la seva història. Durant els primers anys, es va mantenir en la part baixa de la classificació. A partir de l'any 2000 va alternar la seva participació entre la Primera i la Segona divisió. Entre les temporades 2000 i 2007 va viure tres descensos i tres ascensos. No obstant això, la temporada 2002 va ser la més reeixida del club, acabant 5è en la lliga i campió de la Copa de l'Emperador. Tot i això, la temporada següent va perdre sorprenent la categoria. El 2007 esdevingué, simplement, Kyoto Sanga i comença la seva darrera etapa en la Primera divisió. En 2010 va perdre novament la categoria (establint un rècord de quatre descensos) i des de llavors l'equip juga a la Segona divisió, lluny dels llocs d'ascens en les darreres temporades.

## Futbolistes
| Posició | Nom             | Període   | Partits (gols) |
| ------- | --------------- | --------- | -------------- |
| 1       | Kazuki Teshima  | 1999–2009 | 280 (5)        |
| 2       | Hiroki Nakayama | 2004–2015 | 252 (24)       |
| 3       | Naohito Hirai   | 1997-2010 | 241 (0)        |
| 4       | Daisuke Saito   | 1999–2008 | 228 (7)        |
| 5       | Jun Ando        | 2007–2013 | 199 (12)       |
| 6       | Yoshiaki Komai  | 2011-2015 | 182 (18)       |
| 7       | Yuichi Mizutani | 2008–2012 | 180 (0)        |
| 8       | Kazuhiro Suzuki | 2001-2006 | 172 (1)        |
| 9       | Yutaka Tahara   | 2002-2008 | 164 (40)       |
| 10      | Teruaki Kurobe  | 2000-2004 | 160 (70)       |

| Posició | Jugador            | Període   | Gols (partits) |
| ------- | ------------------ | --------- | -------------- |
| 1       | Teruaki Kurobe     | 2000-2004 | 70 (160)       |
| 2       | Paulinho           | 2005–2009 | 68 (139)       |
| 3       | Masashi Oguro      | 2014–2015 | 43 (87)        |
| 4       | Yutaka Tahara      | 2002-2008 | 40 (164)       |
| 5       | Takumi Miyayoshi   | 2008–2015 | 37 (156)       |
| 6       | Baltazar           | 1995-1996 | 28 (30)        |
| 7       | Atsushi Yanagisawa | 2008-2010 | 26 (101)       |
| 8       | Kazuyoshi Miura    | 1999-2000 | 24 (51)        |
| 8       | Hiroki Nakayama    | 2004-2015 | 24 (252)       |
| 10      | Daisuke Matsui     | 2000-2004 | 21 (150)       |
| 10      | Yuya Kubo          | 2011-2013 | 21 (69)        |
| 10      | Koji Yamase        | 2013-2016 | 21 (133)       |

### Futbolistes destacats
| - Jair Masaoka 1992-1994 - Baltazar 1995-1996 - Mauricinho 1995 - Ruy Ramos 1996-1997 - Toshihiro Yamaguchi 1996-1997 - Naohito Hirai 1997-2010 - Shigetatsu Matsunaga 1997-2000 - Nobuhiro Takeda 1997 - Naoto Otake 1998-2001 - Paulo Silas 1998-1999 - Hajime Moriyasu 1998 - Takahiro Yamada 1998 - Kazuki Teshima 1999-2009 - Daisuke Saito 1999-2008 - Shigeki Tsujimoto 1999-2005 - Yasuhito Endō 1999-2000 - Kazuyoshi Miura 1999-2000 | - Teruaki Kurobe 2000-2004 - Daisuke Matsui 2000-2004 - Tadashi Nakamura 2000-2004 - Park Ji-Sung 2000-2002 - Takashi Hirano 2000 - Shigeyoshi Mochizuki 2000 - Kazuhiro Suzuki 2001-2006 - Yutaka Tahara 2002-2008 - Daniel Sanabria 2002 - Aureliano Torres 2002 - Ned Zelić 2002 - Ko Jong-Soo 2003 - Hiroki Nakayama 2004-2015 - Choi Yong-Soo 2004 - Paulinho 2005-2009 - Julio César Pinheiro 2006 - Jun Ando 2007-2013 | - Ryuzo Morioka 2007-2008 - Yutaka Akita 2007 - Takumi Miyayoshi 2008-2015 - Yuichi Mizutani 2008-2012 - Atsushi Yanagisawa 2008-2010 - Diego Souza 2009-2011 - Lee Jung-Soo 2009 - Kwak Tae-Hwi 2010 - Yoshiaki Komai 2011-2015 - Yuya Kubo 2011-2013 - Wilfried Sanou 2012-2013 - Koji Yamase 2013-2016 - Masashi Oguro 2014-2015 - Kim Nam-Il 2015 - Hwang Jin-Sung 2015 - Segio Escudero 2016- - Marcus Tulio Tanaka 2017- |

## Entrenadors
| Entrenador          | Nac.          | Anys      |
| ------------------- | ------------- | --------- |
| Takeshi Takama      | Japó          | 1993      |
| Seishiro Shimatani  | Japó          | 1993      |
| George Yonashiro    | Japó          | 1994      |
| José Oscar Bernardi | Brasil        | 1995-1996 |
| George Yonashiro    | Japó          | 1996      |
| Pedro Rocha         | Uruguai       | 1997      |
| Hans Ooft           | Països Baixos | 1998      |
| Hidehiko Shimizu    | Japó          | 1998-1999 |
| Bunji Kimura        | Japó          | 1999      |
| Shu Kamo            | Japó          | 1999-2000 |
| Gert Engels         | Alemanya      | 2000-2003 |
| Bunji Kimura        | Japó          | 2003      |
| Pim Verbeek         | Països Baixos | 2008      |
| Bunji Kimura        | Japó          | 2003      |
| Akihiro Nishimura   | Japó          | 2004      |
| Koichi Hashiratani  | Japó          | 2004-2006 |
| Naohiko Minobe      | Japó          | 2006-2007 |
| Hisashi Kato        | Japó          | 2007-2010 |
| Yutaka Akita        | Japó          | 2010      |
| Takeshi Oki         | Japó          | 2011-2013 |
| Valdeir Vieira      | Brasil        | 2014      |
| Hitoshi Morishita   | Japó          | 2014      |
| Ryoichi Kawakatsu   | Japó          | 2014      |
| Masahiro Wada       | Japó          | 2015      |
| Kiyotaka Ishimaru   | Japó          | 2015-     |

## Palmarès
- Campionat del Japó de futbol:
  - 1988
- Copa de l'Emperador:
  - 2002
- J. League (2a Divisió):
  - 2001, 2005